# Fortificazioni della Nuova Francia
Questa è una lista dei forti costruiti dal governo francese o dalle compagnie francesi dove in seguito divenne il Canada e gli Stati Uniti.

## Storia
Benché precarie le prime fortificazioni francesi in Nordamerica risalgono al Cinquecento.
Convinto dell'importanza di creare degli insediamenti  per controllare gli Irochesi, il governatore generale della Nuova Francia Louis de Buade de Frontenac partì da Montréal il 29 giugno 1673, accompagnato da quattrocento uomini, per recarsi nel Lago Ontario e fondare Fort Cataracoui. Dopo la costruzione del forte, Frontenac ricevette il capo indiano degli Irochesi per proporgli un trattato di pace. Nel 1677 René-Robert Cavelier de La Salle ordinò la ricostruzione di Fort Catarocoui in pietra con la nuova denominazione di Fort Frontenac e, successivamente, di Fort Niagara, di Fort Saint-Jospeh e di Fort Crèvecoeur.
Fort Frontenac venne abbandonato per alcuni anni, ma dopo aver ripreso la carica di governatore generale nel 1689 De La Bouade fece ricostruire il "suo" forte, diventando poi la base per le esplorazioni della regione dei Grandi Laghi e della Valle del Mississippi.
Dopo la perdita della regione del "Mare del Nord" (Baia di Hudson), a seguito del Trattato di Utrecht, Versailles autorizzò la costruzione di nuovi insediamenti ad ovest e a sud di Montréal e, dopo la rivendicazione di tutto il territorio che andava dai Grandi Laghi fino al Golfo del Messico, il Pays des Illinois o Alta Louisiana rivestì un ruolo strategico per l'impero francese in Nordamerica. A metà Settecento la Nuova Francia era disseminata di molti forti in tutto l'enorme territorio che andava dalla regione dei Grandi Laghi fino al Golfo del Messico.

## Localizzazione

### Canada
| Nome                          | Data costruito circa    | Posizione                                                      | Provincia                  | Immagine |
| ----------------------------- | ----------------------- | -------------------------------------------------------------- | -------------------------- | -------- |
| Fort Anne                     | 1636                    | Annapolis Royal                                                | Nuova Scozia               |          |
| Fort Bas de la Rivière        | 1750                    | Fort Alexander                                                 | Manitoba                   |          |
| Fort Boishébert               | 1749                    | Grand Bay                                                      | Nuovo Brunswick            |          |
| Fort Beauséjour               | 1751                    | Aulac                                                          | Nuovo Brunswick            |          |
| Fort Bourbon (Ovest)          | 1741                    | Grand Rapids                                                   | Manitoba                   |          |
| Fort Bourbon (Nord)           | 1697                    | York Factory                                                   | Manitoba                   |          |
| Fort Charlesbourg Royal       | 1541-1543               | Cap-Rouge                                                      | Québec                     |          |
| Fort Chambly                  | 1665                    | Chambly                                                        | Québec                     |          |
| Cittadella di Québec          | 1693                    | Québec                                                         | Québec                     |          |
| Citadelle of Montreal         | 1690-1821               | Montréal                                                       | Québec                     |          |
| Fort Dauphin                  | 1741                    | Winnipegosis                                                   | Manitoba                   |          |
| Fort de la Corne              | 1753                    | Fort à la Corne Provincial Forest                              | Saskatchewan               |          |
| Fort de la Montagne           | 1685                    | Montréal                                                       | Québec                     |          |
| Fort Dumoine                  | 1730                    | MRC de Pontiac                                                 | Québec                     |          |
| Fort du Moulin                | 1649                    | Trois-Rivière                                                  | Québec                     |          |
| Fort du Sault Saint-Louis     | 1725                    | Kahnawake                                                      | Québec                     |          |
| Fort Espérance                | 1787                    | vicino a Rocanville                                            | Saskatchewan               |          |
| Fort Frontenac                | 1673                    | Kingston                                                       | Ontario                    |          |
| Fort Gaspareaux               | 1751                    | Port Elgin                                                     | Nuovo Brunswick            |          |
| Fort Kaministiquia            | 1717                    | Thunder Bay                                                    | Ontario                    |          |
| Fort Lachine                  | 1669-1695               | Lachine                                                        | Québec                     |          |
| Fort Laprairie                | 1687                    | Laprairie                                                      | Québec                     |          |
| Fort La Reine                 | 1738                    | Portage la Prairie                                             | Manitoba                   |          |
| Fort Le Jonquiere             | 1751                    | Saskatchewan River Forks (vicino a Prince Albert)              | Saskatchewan               |          |
| Fortress of Louisbourg        | 1719                    | Louisbourg                                                     | Nuova Scozia               |          |
| Fort Maurepas                 | 1733                    | Selkirk                                                        | Manitoba                   |          |
| Fort Menagoueche              | 1751                    | Saint John                                                     | Nuovo Brunswick            |          |
| Fort Paskoya                  | 1741                    | The Pas (su Cedar Lake)                                        | Manitoba                   |          |
| Fort Pointe-aux-Trembles      | 1670                    | Pointe-aux-Trembles                                            | Québec                     |          |
| Fort Richelieu                | 1641                    | vicino a Sorel-Tracy                                           | Québec                     |          |
| Fort Rouge                    | 1738                    | Winnipeg                                                       | Manitoba                   |          |
| Fort Rouillé                  | 1750                    | Toronto                                                        | Ontario                    |          |
| Fort Royal (Plaisance)        | 1687                    | Placentia                                                      | Terranova                  |          |
| Fort Sainte Anne (Hudson Bay) | 1670 (1686)             | Fort Albany                                                    | Ontario                    |          |
| Fort Sainte Anne              | 1629-1641               | Englishtown                                                    | Nuova Scozia               |          |
| Fort Saint-François           | 1660                    | Trois-Rivières                                                 | Québec                     |          |
| Fort Saint Jacques            | 1686-1693 and 1697-1713 | Waskaganish (Fort Rupert)                                      | Québec                     |          |
| Fort Saint-Jean               | 1746                    | Saint-Jean-sur-Richelieu                                       | Québec                     |          |
| Fort Saint-Louis              | 1620-1834               | Englishtown                                                    | Québec                     |          |
| Fort Saint-Louis              | 1623-1930               | Cape Sable Island                                              | Nuova Scozia               |          |
| Fort Saint-Louis              | 1670s (1686)            | Moose Factory                                                  | Ontario                    |          |
| Fort Saint-Pierre             | 1731                    | Fort Frances (vicino alla foce del Rainy River nel Rainy Lake) | Ontario                    |          |
| Fort Sainte Thérèse           | 1665                    | Carignan                                                       | Québec                     |          |
| Fort Senneville               | 1671                    | Montréal                                                       | Québec                     |          |
| Fort Témiscamingue            | 1679                    | Ville Marie                                                    | Québec                     |          |
| Fort Ville-Marie              | 1642-1688               | Montréal                                                       | Québec                     |          |
| Port-la-Joye                  | 1720                    | Charlottetown                                                  | Isola del Principe Edoardo |          |

### Saint Pierre e Miquelon
| Nome                      |      | Posizione           | Commune      |
| ------------------------- | ---- | ------------------- | ------------ |
| Pointe aux Cannon Battery | 1690 | Saint Pierre Island | Saint-Pierre |

### Stati Uniti
| Nome                       | Data costruito circa | Posizione                                         | Stato            | Immagine |
| -------------------------- | -------------------- | ------------------------------------------------- | ---------------- | -------- |
| Fort des Alibamons         | 1717                 | Wetumpka                                          | Alabama          |          |
| Fort Assumption            | 1739                 | Memphis                                           | Tennessee        |          |
| Fort Beauharnois           | 1727                 | Goodhue County                                    | Minnesota        |          |
| Fort de Buade              | 1683                 | St. Ignace                                        | Michigan         |          |
| Fort Carillon              | 1754-57              | Ticonderoga                                       | New York         |          |
| Fort Caroline              | 1564                 | Jacksonville                                      | Florida          |          |
| Fort de Cavagnal           | 1744                 | Missouri River tra Kansas City e Fort Leavenworth | Kansas           |          |
| Fort Charles               | 1562                 | Beaufort                                          | Carolina del Sud |          |
| Fort de Chartres           | 1720                 | Randolph County                                   | Illinois         |          |
| Fort Condé                 | 1723                 | Mobile                                            | Alabama          |          |
| Fort Conti                 | 1679                 | Youngstown                                        | New York         |          |
| Fort Crèvecoeur            | 1680                 | Creve Coeur                                       | Illinois         |          |
| Fort Denonville            | 1687                 | Youngstown                                        | New York         |          |
| Fort Detroit               | 1701                 | Detroit                                           | Michigan         |          |
| Fort Duquesne              | 1754                 | Pittsburgh                                        | Pennsylvania     |          |
| Fort Kaskaskia             | 1759                 | Kaskaskia                                         | Illinois         |          |
| Fort de La Présentation    | 1671                 | Ogdensburg                                        | New York         |          |
| Fort Le Boeuf              | 1753                 | Waterford                                         | Pennsylvania     |          |
| Fort Lévis                 | 1759                 | Ogdensburg                                        | New York         |          |
| Fort Louis de la Louisiane | 1702                 | Le Moyne                                          | Alabama          |          |
| Fort Machault              | 1754                 | Franklin                                          | Pennsylvania     |          |
| Fort Massac                | 1757                 | Massac County                                     | Illinois         |          |
| Fort Maurepas              | 1699                 | Ocean Springs                                     | Mississippi      |          |
| Fort Miami (Indiana)       | 1715                 | Fort Wayne                                        | Indiana          |          |
| Fort Miami (Michigan)      | 1679                 | St. Joseph                                        | Michigan         |          |
| Fort Michilimackinac       | 1715                 | Mackinaw City                                     | Michigan         |          |
| Fort des Natchitoches      | 1714                 | Natchitoches                                      | Louisiana        |          |
| Fort Niagara               | 1678                 | Youngstown                                        | New York         |          |
| Fort Orleans               | 1723                 | Brunswick                                         | Missouri         |          |
| Fort Ouiatenon             | 1717                 | West Lafayette                                    | Indiana          |          |
| Fort Pentagouet            | 1638                 | Castine                                           | Maine            |          |
| Fort Pimiteoui             | 1691                 | Peoria                                            | Illinois         |          |
| Fort Presque Isle          | 1753                 | Erie                                              | Pennsylvania     |          |
| Fort Prudhomme             | 1682                 | Memphis                                           | Tennessee        |          |
| Fort Rosalie               | 1716                 | Natchez                                           | Mississippi      |          |
| Fort Ste. Anne             | 1666                 | Isle La Motte                                     | Vermont          |          |
| Fort St. Charles           | 1732                 | Lake of the Woods County                          | Minnesota        |          |
| Fort St. Frédéric          | 1729-1757            | Crown Point                                       | New York         |          |
| Fort St. Joseph            | 1691                 | Niles                                             | Michigan         |          |
| Fort Saint Louis           | 1685                 | Inez                                              | Texas            |          |
| Fort St. Louis-Le Rocher   | 1682                 | North Utica                                       | Illinois         |          |
| Fort Sandoské              | 1745                 | Sandusky Bay                                      | Ohio             |          |
| Fort de Tombecbé           | 1735-37              | Epes                                              | Alabama          |          |
| Fort Toulouse              | 1717                 | Wetumpka                                          | Alabama          |          |
| Fort Vincennes             | 1731-32              | Vincennes                                         | Indiana          |          |